# ジョン・モーガン・エヴァンズ
ジョン・モーガン・エヴァンズ（英語: John Morgan Evans, 1863年1月7日-1946年3月12日）は、アメリカ合衆国の政治家。所属政党は民主党。20世紀前半、モンタナ州選出のアメリカ合衆国下院議員として通算9期の任期を務めた。

## 経歴・人物
1863年1月7日、エヴァンズはミズーリ州ペティス郡の郡都セデーリアで生まれた。ニューヨーク州ウェストポイントの陸軍士官学校に進学した後、地元に戻りミズーリ大学を卒業した。法律を学び、モンタナ州ミズーラで弁護士を開業した後、警察裁判所の判事、合衆国土地局の登記官、モンタナ州ミズーラ市長などの公職を歴任した。
1912年、民主党員としてモンタナ州全州選挙区からアメリカ合衆国下院議員に出馬し、当選を果たした。1918年の選挙から全州選挙区が廃止され、西部の第1選挙区と東部の第2選挙区が設置された。以後、エヴァンズはミズーラが含まれる第1選挙区から出馬を決めた。5期目を目指した1920年選挙では共和党のワシントン・J・マコーミックに破れて落選したが、1922年選挙で議席を回復した。その後、5期の任期を務めたが、1932年選挙で党からの指名を受けられず政界を引退した。
1946年3月12日、ワシントンD.C.で亡くなった。